# César Núñez
César Antonio Nuñez Araya (Maipú, Chile, 18 de febrero de 1991) es un futbolista chileno. Juega como defensa.

## Trayectoria
Con sólo 18 años, debutó en la zaga del elenco loíno al ingresar de titular en una derrota naranja ante Antofagasta por Copa Chile, el 26 de agosto de 2009.

## Clubes
| Club              | País  | Año       |
| ----------------- | ----- | --------- |
| Cobreloa          | Chile | 2009      |
| Colchagua         | Chile | 2010-2011 |
| San Antonio Unido | Chile | 2012-2013 |
| Deportes Pintana  | Chile | 2014-2015 |